# ダンカン・ファーガソン
ダンカン・コーワン・ファーガソン（英語: Duncan Cowan Ferguson、1971年12月27日 - ）は、スコットランドの元サッカー選手、現サッカー指導者。元スコットランド代表。ポジションはFW。
非常にアグレッシブな選手として知られており、頭突きで懲役3ヶ月に処された他、プレミアリーグでは8回レッドカードを受けてパトリック・ヴィエラ、リチャード・ダンと並ぶ記録を有している。

## クラブ歴

### ダンディー・ユナイテッド
スターリング出身。1990年にダンディー・ユナイテッドFCと契約した。同年内にプロ契約を締結、11月10日に選手初出場を記録した。1991年1月29日にスコティッシュカップでプロ初得点を記録した。1991-92シーズンにはレギュラーとして活躍、41試合16得点でクラブで最も得点した選手となった。さらに翌シーズンも33試合15得点と活躍し、代表にも招集されるようになった。

### レンジャーズ

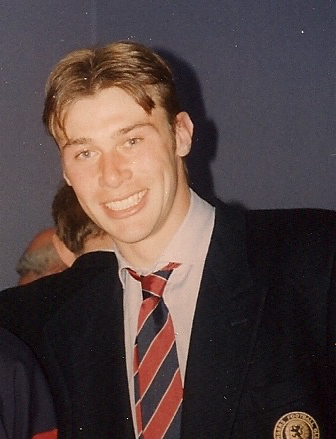
1994年、レンジャーズFC時代

1993年にレンジャーズFCに400万ポンドの英国史上最高額の移籍金で完全移籍。1994年4月のレイス・ローヴァーズFC戦ではジョン・マクステイに南西コーナーで頭突きをした。主審のケニー・クラークはこれを観ていなかったが、彼が頭突きを繰り返したために目に入る事となった。スコットランドサッカー協会は彼を12試合の出場停止処分にし、最終的に裁判の結果、自身三度目の有罪判決、3ヶ月の収監となり、ピッチ上での出来事でありながら有罪となる珍しい事象となった（後述）。
その後、1994-95シーズンの開幕節ではアディショナルタイムにブライアン・ラウドルップのアシストから得点を決めた他、その四日後にはハットトリックを達成するなど活躍した。

### エヴァートン
1994年10月、マイク・ウォルター率いるエヴァートンFCは苦境に陥っているクラブの解決策として、レンジャーズからイアン・デュラントを1ヶ月、彼を3ヶ月の期限付き移籍で獲得した。ウォルターの後任となったジョー・ロイルは完全移籍に切り替えて獲得、チームを降格から救い同シーズンのFAカップ獲得の中心選手として起用した。翌シーズンはヘルニアに苦しんだ他、上述の服役によってチームを離脱している期間も長かった。
1997年12月28日にはヘディングのみでハットトリックを達成するというプレミアリーグ史上初めての記録を達成した。しかしクラブ自体は残留争いで、得失点差で降格を免れるという状況であった。

### ニューカッスル・ユナイテッド
1998年11月にニューカッスル・ユナイテッドFCに800万ポンドで完全移籍。この移籍はピーター・ジョンソン会長がウォルター・スミス監督に知らせる事なく行われ、彼はクラブ誌に去らなければいけない悲しみとこのクラブでの出来事を忘れないと綴った手記を2ページに亘って書き連ねた。
ニューカッスルのルート・フリット監督からはデビュー戦で2得点を記録した事から信頼された。しかし負傷によって12月から4月まで戦列を離れ、翌シーズンも負傷に悩まされた事から出場機会は伸びなかった。

### エヴァートン復帰

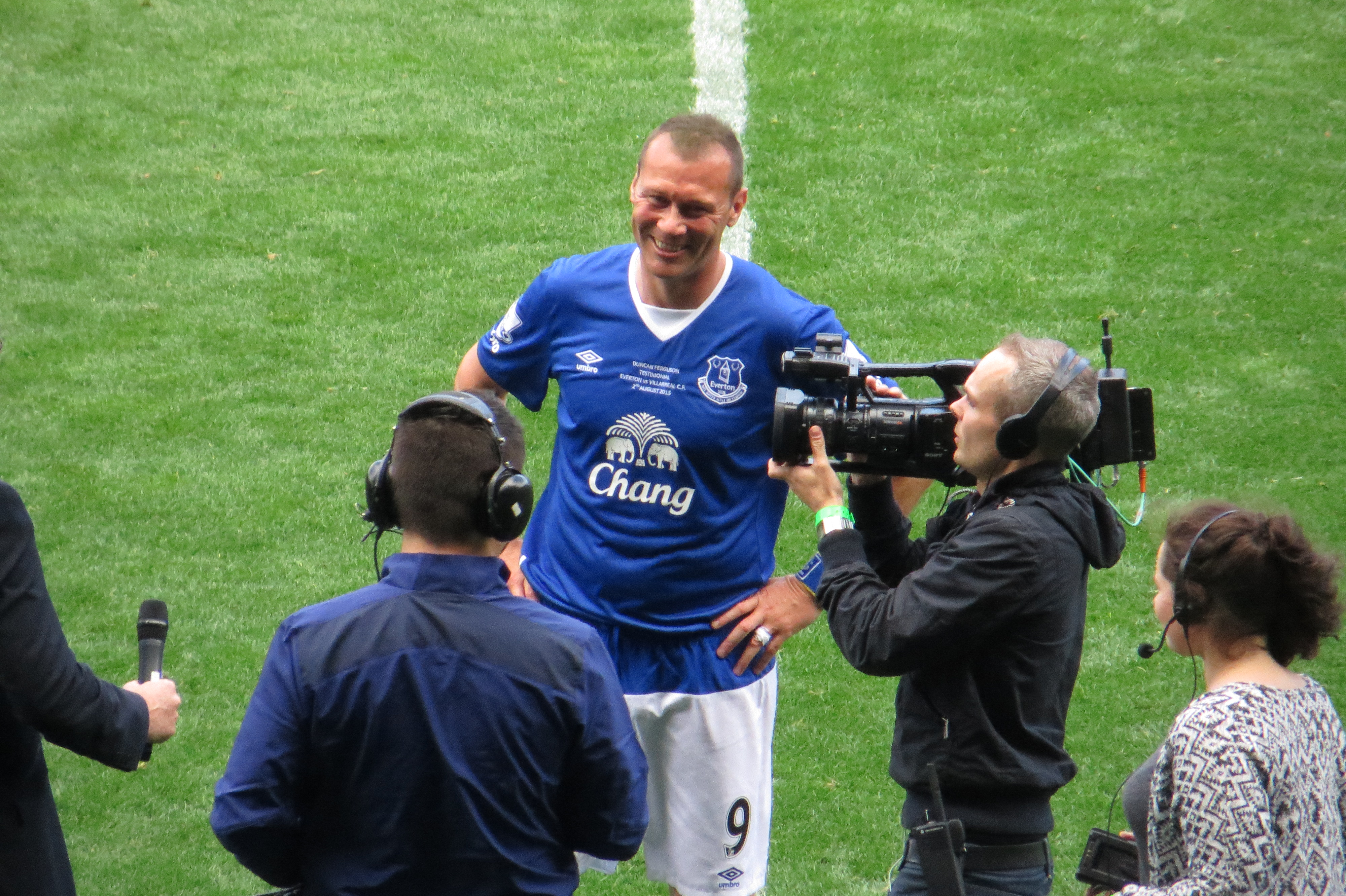
2015年、エヴァートン時代

2000年8月17日に375万ポンドでエヴァートンに復帰。彼は移籍について聞かされていなかったとしてニューカッスル側に慰謝料として100万ポンドを要求したため破談しかかったが、最終的にはエヴァートンがこの100万ポンドを支払う事で合意した。2日後の19日にはスティーヴン・ヒューズと交代で途中出場し復帰戦となった。23日の復帰後初のホームゲームではマーク・ヒューズと交代で途中出場してから2得点を決める活躍を見せた。
2002年4月1日のボルトン・ワンダラーズFC戦では20分にコスタス・コンスタンティニディスにボールと関係ない所で肘打ちをして退場処分となった。
2003年8月にはガーディアン紙に年齢と負傷に鑑みて「議論の余地はあるだろうが間違いなく最大の金の無駄遣い」と評された。3年の在籍で41試合12得点に対して給与は500万ポンドを超えていた。2002-03シーズンに関しては出場192分無得点で、出場時間計算では分給9000ポンドの始末であった。
また2004年1月にはFAカップ4回戦の後にフラムFCのルイス・ボア・モルテに対して人種差別を行った。しかしイングランドサッカー協会は明確な証拠を掴めなかったため罰される事はなかった。同年12月28日のチャールトン・アスレティックFC戦では74分にマーカス・ベントに代わって投入されたにもかかわらずヘルマン・フレイザルソンに肘打ちをし僅か10分で退場した。
2005-06シーズンはウィガン・アスレティックFC戦で危険な接触をして退場処分。パウル・シャルナーに対する接触とそれに続くパスカル・シンボンダとの喧嘩で7試合の出場停止となった。この退場によってプレミアリーグでは8回目のレッドカードとなり、パトリック・ヴィエラの記録に並んだ。2006年5月7日のウェスト・ブロムウィッチ・アルビオンFC戦では退団を控えているために主将を務め、90分にはペナルティキックのキッカーを務めた。ペナルティキック自体はトマシュ・クシュチャクに止められたものの、跳ね返りを決めて有終の美を飾った。同年を以て引退し、マヨルカ島に移住した。
引退試合は2015年8月2日にエヴァートン対ビジャレアルCFで行われた。

## 代表歴
1992年5月に行われたアメリカ合衆国代表戦で代表初出場。1997年2月に行われたエストニア代表戦が代表最後の出場となった。1997年以降は、頭突きによる12試合出場停止および3ヶ月の懲役に対する巷間の反感も強かった事から代表招集を拒否した。

## 指導歴
引退後マヨルカ島で5年を過ごした彼の下に、現役だった頃からエヴァートンで指揮を執り続けているデイヴィッド・モイーズから連絡があった。それに対してアカデミーで仕事は出来るかと問うたという。
当初は現役時代にメンターとして世話になったアラン・アーヴァインの下、無償でアカデミーで働いていた。スコットランドサッカー協会が1995年以降助けてくれなかった事については現役引退後も失望していたが、UEFA B級ライセンス取得のために同協会が主催する9日間のコースに参加した。2012年5月にUEFA A級ライセンスを取得、2013年1月にはUEFA S級ライセンスを取得。2014年2月にはトップチームのスタッフに昇進した。3月1日の試合からトップチームで働き始めた。
2019年12月5日にマルコ・シウバが解任されると監督代行として指揮を執った。初陣はチェルシーFCが相手であったが3-1で勝利を収め降格圏を脱出した。カルロ・アンチェロッティが監督に就任するとコーチの座に戻った。
2023年1月26日、フォレストグリーン・ローヴァーズFCの監督に就任した。監督就任後18試合で僅か1勝しか挙げられず、7月4日に退任が発表された。
2023年9月26日、インヴァネス・カレドニアン・シッスルFCの監督に就任した。2024年10月23日、チームの経営破綻によって解任された。

## 家族
息子のキャメロン・ファーガソンもサッカー選手。

## エピソード

### 強盗を返り討ち
2001年、ランカシャー・ルッフォードにある自宅に二人の強盗が侵入。彼は強盗と対面し一人を捕え全治3日、もう一人は逃走したものの確保されてこの二人は懲役15ヶ月に処された。
2003年、フォームビーにある自宅に強盗が侵入。彼に対して攻撃を仕掛けてきたものの返り討ちとなり病院送りとなった。犯人は彼に攻撃されたと主張したものの、警察は耳を貸さなかった。

### 四度の乱闘
乱闘によって四回処分されている。うち2回はタクシー乗り場での乱闘、1回はアンストラザーのパブで漁師と乱闘、そしてもう一回は上述の通りのジョン・マクステイへのピッチ上での頭突きである。
一回目は警察官に対する頭突きの100ポンドおよび治安紊乱による25ポンドの罰金刑、二回目は松葉杖をついているサポーターに対して殴る蹴るの暴行で200ポンドの罰金刑がくだされた。三回目には1年間の保護観察処分となった。そして四回目は1994年のピッチ上での頭突きであったが、保護観察中であったため3ヶ月の懲役となった。
この収監はフィンランドの作曲家であるオスモ・タピオ・ライハラにインスピレーションを与え、バルリンニエ・ニネと題された交響詩になってしまった。

### 活動家として
彼はキープ・エヴァートン・イン・アワー・シティ（エヴァートンを街中に止めろ）運動のサポートをしていた。これについては以下のように述べている。
| 「 | エヴァートンで過ごした時、サポーターのいるグディソン・パークは第二の家のように感じたし、リヴァプールの町の人々も第二の家族だった。エヴァートンが仮にこの町を出て行くんだとしたら、このクラブは最早「人々のクラブ」と名乗れないし、エヴァートンがこの町に止まるのを全身全霊でサポートするよ。 | 」 |

## 個人成績

### クラブ
| クラブ                      | シーズン | リーグ             | リーグ | リーグ | カップ | カップ | リーグカップ | リーグカップ | 国際大会 | 国際大会 | 通算 | 通算 |
| クラブ                      | シーズン | ディビジョン       | 出場   | 得点   | 出場   | 得点   | 出場         | 得点         | 出場     | 得点     | 出場 | 得点 |
| --------------------------- | -------- | ------------------ | ------ | ------ | ------ | ------ | ------------ | ------------ | -------- | -------- | ---- | ---- |
| ダンディー・ユナイテッド    | 1990-91  | フットボールリーグ | 9      | 1      | 5      | 3      | 0            | 0            | —        | —        | 14   | 4    |
| ダンディー・ユナイテッド    | 1991-92  | フットボールリーグ | 38     | 15     | 2      | 2      | 1            | 0            | —        | —        | 41   | 17   |
| ダンディー・ユナイテッド    | 1992-93  | フットボールリーグ | 30     | 12     | 1      | 1      | 2            | 2            | —        | —        | 33   | 15   |
| ダンディー・ユナイテッド    | 通算     | 通算               | 77     | 28     | 8      | 6      | 3            | 2            | —        | —        | 88   | 36   |
| レンジャーズ                | 1993-94  | フットボールリーグ | 10     | 1      | 3      | 0      | 2            | 0            | —        | —        | 15   | 1    |
| レンジャーズ                | 1994-95  | フットボールリーグ | 4      | 1      | 0      | 0      | 2            | 3            | 0        | 0        | 6    | 4    |
| レンジャーズ                | 通算     | 通算               | 14     | 2      | 3      | 0      | 4            | 3            | 0        | 0        | 21   | 5    |
| エヴァートン (loan)         | 1994-95  | プレミアリーグ     | 23     | 7      | 4      | 1      | 1            | 0            | —        | —        | 28   | 8    |
| エヴァートン                | 1995-96  | プレミアリーグ     | 18     | 5      | 2      | 2      | —            | —            | —        | —        | 20   | 7    |
| エヴァートン                | 1996-97  | プレミアリーグ     | 33     | 10     | 2      | 1      | 1            | 0            | —        | —        | 36   | 11   |
| エヴァートン                | 1997-98  | プレミアリーグ     | 29     | 11     | 1      | 0      | 2            | 0            | —        | —        | 32   | 11   |
| エヴァートン                | 1998-99  | プレミアリーグ     | 13     | 4      | —      | —      | 4            | 1            | —        | —        | 17   | 5    |
| エヴァートン                | 通算     | 通算               | 116    | 37     | 9      | 4      | 8            | 1            | —        | —        | 133  | 42   |
| ニューカッスル ユナイテッド | 1998-99  | プレミアリーグ     | 7      | 2      | 2      | 0      | —            | —            | —        | —        | 9    | 2    |
| ニューカッスル ユナイテッド | 1999-00  | プレミアリーグ     | 23     | 6      | 6      | 3      | 0            | 0            | 3        | 1        | 32   | 10   |
| ニューカッスル ユナイテッド | 通算     | 通算               | 30     | 8      | 8      | 3      | 0            | 0            | 3        | 1        | 41   | 12   |
| エヴァートン                | 2000-01  | プレミアリーグ     | 12     | 6      | 1      | 0      | —            | —            | —        | —        | 13   | 6    |
| エヴァートン                | 2001-02  | プレミアリーグ     | 22     | 6      | 2      | 1      | 1            | 1            | —        | —        | 25   | 8    |
| エヴァートン                | 2002-03  | プレミアリーグ     | 7      | 0      | —      | —      | 1            | 0            | —        | —        | 8    | 0    |
| エヴァートン                | 2003-04  | プレミアリーグ     | 20     | 5      | 2      | 2      | 2            | 2            | —        | —        | 24   | 9    |
| エヴァートン                | 2004-05  | プレミアリーグ     | 35     | 5      | 0      | 0      | 2            | 1            | —        | —        | 37   | 6    |
| エヴァートン                | 2005-06  | プレミアリーグ     | 27     | 1      | 2      | 0      | 0            | 0            | 4        | 0        | 33   | 1    |
| エヴァートン                | 通算     | 通算               | 123    | 23     | 7      | 3      | 6            | 4            | 4        | 0        | 140  | 30   |
| 総通算                      | 総通算   | 総通算             | 360    | 98     | 35     | 16     | 21           | 10           | 7        | 1        | 423  | 126  |

## 監督成績
2022年1月18日現在
| クラブ              | 国               | 就任          | 退任           | 記録 | 記録 | 記録 | 記録 | 記録   |
| クラブ              | 国               | 就任          | 退任           | 試   | 勝   | 分   | 敗   | 勝率   |
| ------------------- | ---------------- | ------------- | -------------- | ---- | ---- | ---- | ---- | ------ |
| エヴァートン (暫定) | イングランドの旗 | 2019年12月5日 | 2019年12月21日 | 4    | 1    | 3    | 0    | 025.00 |
| エヴァートン (暫定) | イングランドの旗 | 2022年1月18日 |                | 0    | 0    | 0    | 0    | —      |
| 合計                | 合計             | 合計          | 合計           | 4    | 1    | 3    | 0    | 025.00 |